# Coure natiu
El coure és un mineral de la classe dels elements natius, que pertany i dona nom al grup del coure. Rep el seu nom del grec "kyprios", de Cyprus (Xipre), la localització de les antigues mines de coure.

## Característiques
El coure és un dels pocs metalls que es poden trobar a la natura en estat natiu, és a dir, sense combinar amb altres elements. Per això va ser un dels primers a ser utilitzat per l'ésser humà. Els altres metalls natius són: l'or, el platí, la plata i el ferro provinent de meteorits.
Tot i que cristal·litza en el sistema cúbic, rarament es troba en forma de cristalls cúbics i octaèdres isomètrics, i més típicament en forma de masses irregulars i farcint fractures. Té un color vermellós o ataronjat, sent el color terrós en superfícies fresques, però normalment quan es troba a la intempèrie es recobreix amb una pàtina verdosa de carbonat de coure (II). La seva gravetat específica és de 8,9 i la seva duresa a l'escala de Mohs oscil·la entre 2,5 i 3.
Segons la classificació de Nickel-Strunz el coure pertany a «01.AA - Metalls i aliatges intermetàl·lics de la família coure-cupalita» juntament amb els següents minerals: alumini, or, plom, níquel, plata, steinhardtita, auricuprur, cuproaurur, tetraauricuprur, anyuiïta, khatirkita, novodneprita, cupalita, hunchunita, stolperita, hollisterita, icosaedrita, kriatxkoïta i proxidecagonita.

## Formació i jaciments
El coure natiu es sol explotar en mines a cel obert. Encara que no sol tenir molta importància com a mena, s'han trobat exemplars notables i fins i tot penyals de coure de 400 tones a Michigan. Generalment a la capa superior es troben els minerals oxidats (cuprita), al costat de coure natiu en petites quantitats el que explica la seva elaboració mil·lenària, ja que el metall podia extraure's fàcilment en forns de fossa. A continuació es troba la pirita, la calcocita (CuS₂) i la covel·lita (CuS), i finalment la calcopirita (CuFeS₂), l'explotació de la qual és més rendible que la de les anteriors. Acompanyant a aquests minerals es troben altres com la bornita, els coures grisos i els carbonats com l'atzurita, la malaquita i l'auricalcita, que solen formar masses importants en les mines de coure per ser la forma en què usualment s'alteren els sulfurs.
Als territoris de parla catalana ha estat descrita a la pedrera Berta (Sant Cugat del Vallès-El Papiol, Vallès Occidental-Baix Llobregat), a la mina San Miguel (Ribes de Freser, Ripollès), a la mina Linda Mariquita (El Molar, Priorat), a les mines Cueva de la Guerra Antigua i La Amorosa (Vilafermosa, Alt Millars), al Moli d'en Cassanyes (Sureda, Rosselló) i a Canavelles (Conflent).